# Estadi Montilivi
Het Estadi Montilivi is een voetbalstadion in Girona, dat plaats biedt aan 9.282 toeschouwers. De vaste bespeler van het stadion is Girona FC.
Het stadion werd officieel geopend op 14 augustus 1970. Girona FC ontving toen in een speciale galawedstrijd FC Barcelona. Girona verloor de wedstrijd met 1-3. Op dat moment volgden 25.000 mensen het duel. Tegenwoordig kunnen er nog maar 9.282 personen plaatsnemen in het stadion.